# Elizabeth Salamatu Forgor
Elizabeth Salamatu Forgor est une diplomate ghanéenne et membre du Nouveau Parti patriotique du Ghana. Elle est depuis 2017 ambassadrice du Ghana en Namibie.  

## Nomination d'ambassadeur
En juillet 2017, le président Nana Akufo-Addo a nommé Elizabeth Forgor ambassadrice du Ghana en Namibie, poste où elle remplace Alhaji Abdul Rahman Haruna Attah. Elle faisait partie de vingt-deux Ghanéens distingués qui ont été nommés à la tête de diverses missions diplomatiques ghanéennes dans le monde,,.